# 설원의 정
설원의 정은 1970년 공개된 대한민국의 영화이다.

## 배역
- 신성일
- 남정임
- 박노식
- 이대엽
- 이빈화
- 김운하
- 김동원
- 송미남
- 김웅
- 고설봉
- 윤신옥
- 전숙
- 석인수
- 문미봉
- 임예심
- 홍성우
- 박장섭